# Vokovická třešňovka
Vokovická třešňovka ve Vokovicích v Praze je sad třešní, který se nachází na hranici Přírodního parku Šárka-Lysolaje severovýchodně od vrchu Červený vrch (327 m).

## Historie
Sad byl vysazen pravděpodobně na začátku 50. let 20. století. Od 80. let 20. století postupně zarůstal.
V roce 2009 byl poprvé zbaven křovin a drobnějších náletových dřevin a zároveň byla zadána první seč bylinného podrostu. Ke stabilizaci a dlouhodobému udržení bylinného podrostu je kromě jiného využívána pastva smíšeným stádem ovcí a koz. Nové ovocné stromy jsou sázeny do původního sponu tam, kde chybí stará odrůdová třešeň, staré jsou ponechávány na místě, dokud se dřevo nerozloží.

## Parametry
- Celková rozloha: 2,40 ha
- Počet stromů: asi 220; nově vysazených stromů 33 (r. 2014)
- Odrůdy:
  - Třešně: nově vysazeny - Granát, Doupovská černá, Kaštánka, Dönnisenova, Ladeho, Burlat a Hedelfingenská Lyonská raná, Germersdorfská a Rychlice německá
- Ovoce k natrhání: ano[1]